# Neolaparus ferroxidus
Neolaparus ferroxidus är en tvåvingeart som beskrevs av Hull 1967. Neolaparus ferroxidus ingår i släktet Neolaparus och familjen rovflugor. Inga underarter finns listade i Catalogue of Life.